# Hultajewo
Hultajewo – wieś w Polsce położona w województwie podlaskim, w powiecie suwalskim, w gminie Jeleniewo.
Najstarsza znana wzmianka o Hultajewie pochodzi z 1796 roku.
W latach 1975–1998 miejscowość administracyjnie należała do województwa suwalskiego.